# Klaus-Bernd Kreutz
Klaus-Bernd Kreutz   (Zeppenfeld, 6 de març de 1957) és un empresari i ex-pilot d'enduro alemany, tres vegades Campió d'Europa a començaments dels anys 80. Durant la seva carrera practicà també el motocròs.
Kreutz va començar a competir en enduro a l'edat de 18 anys i el 1976 assolí el Campionat d'Alemanya Júnior en la categoria de 500 cc. Els anys següents canvià a cilindrades petites, aconseguint tres campionats d'Alemanya i tres d'Europa en la categoria de 175 cc.
El 1987, al final de la seva carrera, fundà una agència de viatges i l'empresa "Motorsport Traveling (MST)", que tingué activitat fins que feu fallida l'octubre del 2008. Kreutz organitza anualment la Motorsport Traveling Charity Gala al circuit de Nürburgring, coincidint amb la cursa de Fórmula 1 que s'hi celebra. En els darrers cinc anys aquest esdeveniment ha recaptat al voltant de 100.000 euros en donacions per a projectes d'ajuda humanitària.

## Palmarès en enduro

### Campionat d'Europa
- 3 Campionats d'Europa d'enduro:
  - 1980 - 175 cc
  - 1981 - 175 cc
  - 1982 - 175 cc
- 2 Subcampionats d'Europa d'enduro:
  - 1978 - 100 cc
  - 1979 - 175 cc

### Campionat d'Alemanya
- 3 Campionat d'Alemanya d'enduro 175 cc: 1978, 1980 i 1982
- 2 Subcampionats d'Alemanya d'enduro 125 cc: 1979 i 1982
- 1 Campionat d'Alemanya d'enduro júnior 500 cc (1976)